# Abbaye de Binderen
L'abbaye de Binderen a été fondée à Helmond vers 1244 par Marie de Brabant.

## La légende
Durant une partie de chasse, Marie de Brabant se retrouva perdue avec sa monture et un page. Elle finit accidentellement avec son cheval dans un marais. Complètement perdue et désespérée, elle pria Dieu et prononça ces mots :

 "O God, wees mij genadig, verlos mij uit deze nood. O God 'k binder in!"
 "O Dieu, aie pitié de moi, délivre-moi de ce mauvais pas. O Dieu, je m'y engage!"

Personne ne l'entendit lorsqu'elle promit à Dieu d'élever un monastère, mais le sol, sous ses pieds, devint plus ferme et elle put quitter le marais sans encombre. La zone de ce marais s’avérât plus tard, être totalement inconstructible. Durant toute une soirée de prière, elle demanda à Marie de lui montrer un endroit propice à la construction de l'institution religieuse. Lorsqu'elle regarda hors de la Oude Huys, elle vit un groupe de 24 nonnes cisterciennes en habit blanc marcher dans un champ élevé près du Aa, accompagné de six dames. Cet emplacement devint le lieu du monastère.
Le nom du monastère est une dédicace à l'effrayante aventure de Marie de Brabant dans le marais : Binder-in ou Binderen.
Cependant, cette histoire est basée sur un mythe ou un conte populaire et ne peut être considéré comme une réalité.

## Histoire
L'abbaye était un lieu de prière pour femmes nobles. Le monastère se développa en une institution cistercienne de renom avec de nombreuses terres autour d'Helmond et de ses environs. Le monastère fut frappé en 1587 par l'incendie que subit la ville la même année, mais fut reconstruit par la suite.
La Paix de Münster de 1648 marqua la fin du monastère. De nombreuses dépendances furent démolies, mais le bâtiment principal fut utilisé comme logis pour noble. Binderen fut habité jusqu'au XVIIIe siècle mais fut finalement démoli.
Tout ce qui permet de se souvenir de l'Abbaye de Binderen dans la ville actuelle d'Helmond, est le nom du quartier et des canaux encore présents. Il y a encore une ancienne étable pour moutons qui sert de chapelle, la fameuse Chapelle de Binderen. À l'entrée du site se trouve la réplique du portail d'entrée de l'ancienne abbaye. L'original a été utilisé vers 1800 par un des propriétaires de l'époque, seigneur de Croÿ, comme mise lors d'une partie de cartes. Après qu'il a perdu le jeu, le portail fut transféré à Lieshout et compose aujourd'hui l'entrée principale de l'enclos de la future église Saint-Servais .
Les rues qui mènent à l'abbaye portent encore les noms Bindersestraat (Rue de Binder) et Binderseind (Impasse de Binder).

## Les miracles de Binderen
Comme décrit plus haut, l'aventure de Marie de Brabant fut le premier miracle de Binderen. 
Traditionnellement, le second miracle de Binderen est de la pierre tombale de sœur Levina van Eyll. Elle décéda en 1633. Sa pierre tombale mentionne aussi sa propre sœur, Johanna, abbesse de Binderen. Cependant, la question se pose pour savoir si cette pierre a vraiment été utilisé comme tel. La pierre tomba lors de la démolition du monastère. Une moitié fut trouvée par Augustus Stassen au château de Croÿ (en), l'autre moitié disparu sans laisser de trace. À la fin de 2005, un jardinier de Deurne, Pieter van Nunen, visitant la chapelle lors d'une balade à bicyclette, remarqua la demi pierre mortuaire reposant là. À sa grande surprise il reconnut la pierre. Elle ressemblait beaucoup à la pierre qu'il avait contre sa maison. Pieter l'avait trouvée quelques années auparavant dans un ruisseau à Deurne. Comment la pierre pouvait se retrouver là est la question. Les débris de Binderen furent probablement transportés jusqu'à Deurne comme matériel de construction. Dans le même temps, la partie manquante de la pierre de sépulture fut rassemblée avec l'autre moitié à la chapelle de Binderen, et les deux sœurs furent de nouveau ensemble après une séparation de 372 ans.

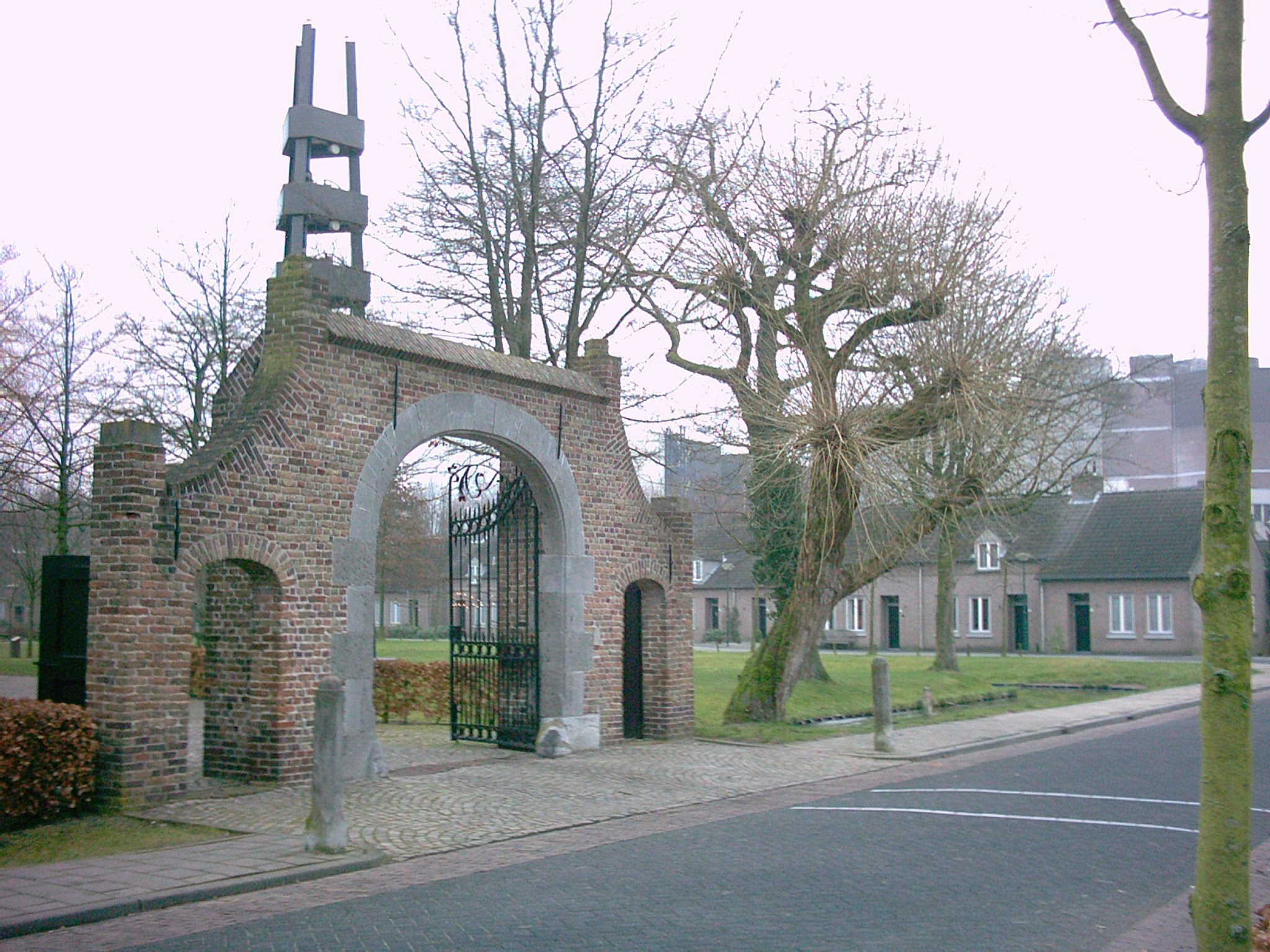
Le portail original de Binderen à Lieshout.

## Liste des abbesses
- Hildegonde van Dinther, décédée en 1444
- Johanna van Eyll (ou Eijll) dernière abbesse

## Autre sujet lié
Il existe un manuscrit à la cathédrale Saint-Étienne d'Auxerre (Yonne, France) et il fait partie de l'ensemble des 25 manuscrits de son trésor. Il est classé  manuscrit monument historique (PM89001919). C'est le psautier-bréviaire du couvent des Birgittines de Binderen.
Écrit en latin, daté du XVe siècle, il est identifié comme venant des Pays-Bas.
Une note indique que "Le manuscrit a très probablement appartenu au couvent des Birgittines de Binderen, diocèse de Bois-le-Duc."